# Trichoclea fuscolutea
Trichoclea fuscolutea är en fjärilsart som beskrevs av Smith 1892. Trichoclea fuscolutea ingår i släktet Trichoclea och familjen nattflyn. Inga underarter finns listade i Catalogue of Life.